# Fina (Patronin)
Fina (* 1238 in San Gimignano, Italien; † 12. März 1253 ebenda) ist Patronin von San Gimignano und wird als Heilige der römisch-katholischen Kirche verehrt. 

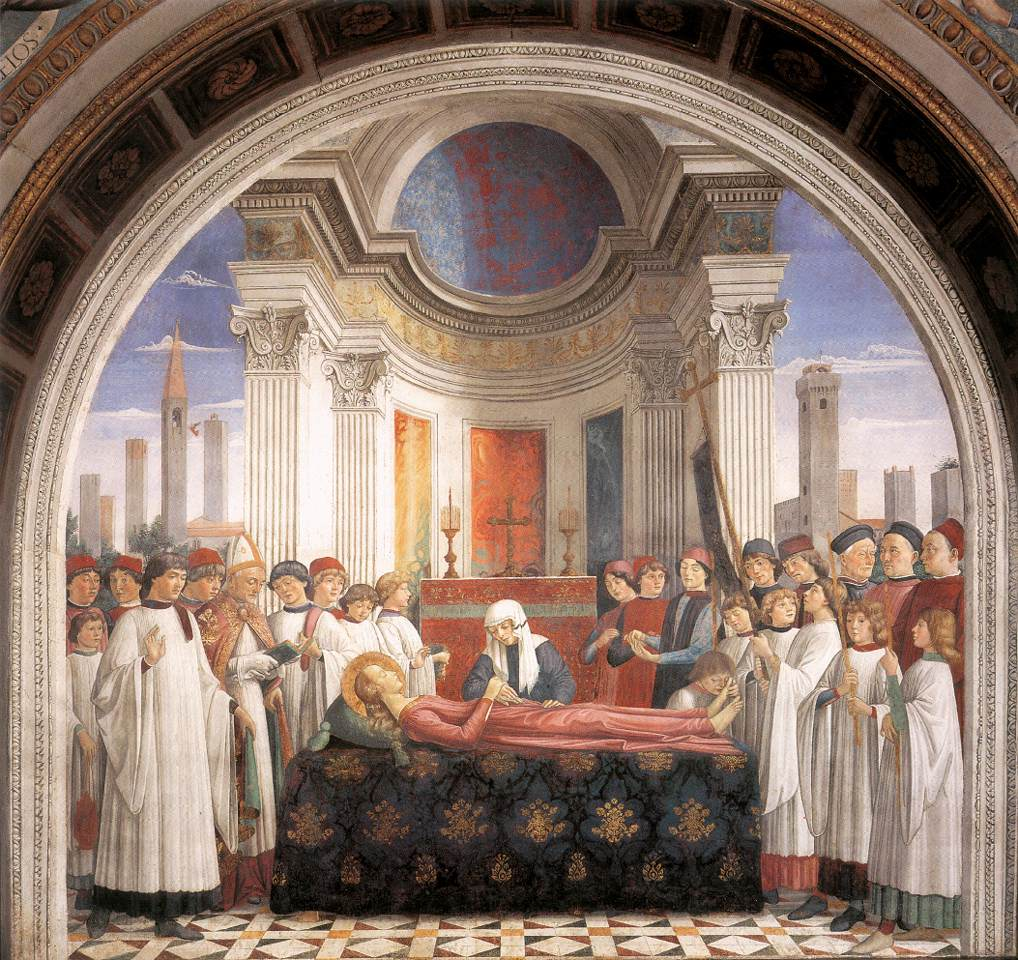
Heilige Fina, Darstellung in der Capella di Santa Fina

## Leben
Fina entstammte einer armen Familie. Schon im Kindesalter teilte sie die wenige Nahrung, die ihr zur Verfügung stand, mit anderen Notleidenden. Sie führte in ihrem Elternhaus ein klösterliches Leben. Da sie von schwacher Konstitution war, hatte sie viele Krankheiten zu ertragen. Fina starb mit fünfzehn Jahren im Rufe der Heiligkeit und wurde im Dom von San Gimignano bestattet. Dort ist ihr im Seitenschiff eine eigene Kapelle geweiht. Die Verehrung Finas ist lokal beschränkt auf die Gegend von San Gimignano, doch gedenkt ihrer die gesamte römisch-katholische Kirche im Martyrologium Romanum, wo sie am 12. März als Selige genannt wird. In San Gimignano schufen die Künstler Benedetto Maiano, Domenico Ghirlandaio, Lorenzo di Niccolo di Pietro Gerini und Benozzo Gozzoli Kunstwerke von Weltrang mit Darstellungen aus dem Leben der seligen Fina. Fina wird „Die Heilige mit den Levkojen“ genannt, da der Legende nach diese Blumen an ihrem Todestag auf den Stadttürmen und auf ihrem Sarg erblühten.